# Petrocephalus pallidomaculatus
Petrocephalus pallidomaculatus är en fiskart som beskrevs av Bigorne och Paugy, 1990. Petrocephalus pallidomaculatus ingår i släktet Petrocephalus och familjen Mormyridae. IUCN kategoriserar arten globalt som livskraftig. Inga underarter finns listade i Catalogue of Life.